# Hildeberto Pereira
Hildeberto José Morgado Pereira, noto semplicemente come Hildeberto Pereira (Lisbona, 2 marzo 1996), è un calciatore portoghese naturalizzato capoverdiano, centrocampista svincolato.

## Caratteristiche tecniche
È un esterno sinistro.

## Carriera
Cresciuto nel settore giovanile del Benfica, dopo una stagione trascorsa con la seconda squadra delle Aquile, il 22 luglio 2016 viene ceduto in prestito al Nottingham Forest.
Il 10 luglio 2017 passa al Legia Varsavia, con cui firma un quadriennale; rimasto ai margini della rosa, il 3 gennaio 2018 si trasferisce a titolo temporaneo al Northampton Town. Il 2 agosto viene acquistato a titolo definitivo dal Vitória Setúbal, con cui si lega fino al 2021.

## Statistiche

### Presenze e reti nei club
Statistiche aggiornate al 23 novembre 2018.
| Stagione         | Squadra           | Campionato       | Campionato | Campionato | Coppe nazionali      | Coppe nazionali | Coppe nazionali | Coppe continentali | Coppe continentali | Coppe continentali | Altre coppe | Altre coppe | Altre coppe | Totale | Totale | Totale |
| Stagione         | Squadra           | Comp             | Pres       | Reti       | Comp                 | Pres            | Reti            | Comp               | Pres               | Reti               | Comp        | Pres        | Reti        | Pres   | Reti   |        |
| ---------------- | ----------------- | ---------------- | ---------- | ---------- | -------------------- | --------------- | --------------- | ------------------ | ------------------ | ------------------ | ----------- | ----------- | ----------- | ------ | ------ | ------ |
| 2014-2015        | Benfica B         | LdH              | 3          | 2          |                      | -               | -               |                    | -                  | -                  |             | -           | -           | 3      | 2      |        |
| 2015-2016        | Benfica B         | LdH              | 33         | 2          |                      | -               | -               |                    | -                  | -                  |             | -           | -           | 33     | 2      |        |
| Totale Benfica B | Totale Benfica B  | Totale Benfica B | 36         | 4          |                      | -               | -               |                    | -                  | -                  |             | -           | -           | 36     | 4      |        |
| 2016-2017        | Nottingham Forest | FLC              | 22         | 2          | FACup+CdL            | 1+2             | 0               |                    | -                  | -                  |             | -           | -           | 25     | 2      |        |
| 2017-2018        | Legia Varsavia    | EK               | 3          | 0          | CP                   | 2               | 2               | UEL                | 2                  | 0                  |             | -           | -           | 7      | 2      |        |
| 2017-2018        | Northampton Town  | FL1              | 12         | 0          | FACup+CdL+EFL Trophy | 0               | 0               |                    | -                  | -                  |             | -           | -           | 12     | 0      |        |
| 2018-2019        | Vitória Setúbal   | PL               | 5          | 3          | CP+CdL               | 0+1             | 1               |                    | -                  | -                  |             | -           | -           | 6      | 4      |        |
| Totale carriera  | Totale carriera   | Totale carriera  | 78         | 9          |                      | 6               | 3               |                    | 2                  | 0                  |             | -           | -           | 86     | 12     |        |